# Col·legi Bell-lloc
|  | Aquest article tracta sobre l'escola. Si cerqueu l'edifici, vegeu «Bell-lloc del Pla». |

El Col·legi Bell-lloc és una escola concertada de Girona fundada el 1965. Dins l'escola hi ha una masia inventariada anomenada Can Pau Birol-Torre de Bell-lloc. Les primeres classes s'impartiren el 2 d'octubre de 1965.
A finals de la dècada del 1950 un grup de famílies van decidir impulsar la fundació d'un centre educatiu de formació professional i d'inspiració cristiana, vinculada a l'Opus Dei. Les famílies van trobar els terrenys de 17 hectàrees i els van comprar amb 200 signatures d'avaladors el 1964. Els arquitectes Joan Maria de Ribot i Joaquim Masramon van adequar la masia i les classes van començar el curs següent amb deu professors i 60 estudiants que feien el quart grau d'Ensenyança Primària i el primer curs de Batxillerat Laboral Agrícola i Ramader. El curs 1968-1969 va començar a fer Batxillerat Elemental, nocturn i diürn, i el 1969-1970 va començar a impartir ensenyaments agraris.
Des del 1986 i fins al 2018 l'escola ha impulsat el "Girona a l'Abast". Van ser un conjunt de cicles de conferències que van deixar diversos volums dedicats a la història de Girona, en concret els primers van tractar diversos aspectes relacionats amb Girona, i el primer monogràfic va ser el 1986 sobre la Catedral de Girona. També se'n van publicar sobre Joan-Josep Tharrats i Vidal, la comunitat jueva a la Girona medieval, La Guerra de Successió i la Nova Planta o Les obres de la Seu.
El 2018 l'escola va contractar professores per primera vegada, en concret quatre mestres de primària i dues de batxillerat, després que el Departament de Treball multés una altra escola per contractar només a homes. Pel que fa als alumnes, el centre va defensar que volia continuar essent "un centre d'educació diferenciada especialitzada en nois". En aquest sentit, les Ampas d'aquesta escola i de Les Alzines, de noies, el 2019 van defensar el "dret" a separar noies i nois. El febrer del 2022 l'escola va anunciar que passaria a ser mixta a la secundària per mantenir el concert.
Des del curs 2015-2016, el col·legi organitza cada any el musical de Bell-lloc. Aquest és un projecte transversal i interdisciplinari que durant tot el curs aplega docents i alumnes de diferents àmbits i cursos i que serveix per a créixer en l'aprenentatge del treball en equip, la coordinació i responsabilitat, entre d'altres. El 17 de maig de 2024 es va representar el musical GRIS i va succeir a Màgic (2023), Boom! (2022), Shackleton (2019), Show Time (2018), Canta Contes (2017) i La llegenda de Bell-lloc (2016).
El col·legi s'ha caracteritzat des dels inicis per la figura del preceptor. Es tracta d'una mena de "tutor" per a l'alumne, a qui fa un seguiment individualitzat i amb qui l'estudiant pot compartir dubtes o problemes. A més, funciona com a enllaç entre el centre i les famílies, amb qui en alguns casos estableix una relació molt estreta.